# جان جي. سميث
جان جي. سميث (بالسويدية: Jan G. Smith)‏ هو مهندس سويدي، ولد في 19 يونيو 1895 في ستوكهولم في السويد، وتوفي بنفس المكان في 30 أبريل 1966.